# Ulica Nowomiejska w Warszawie

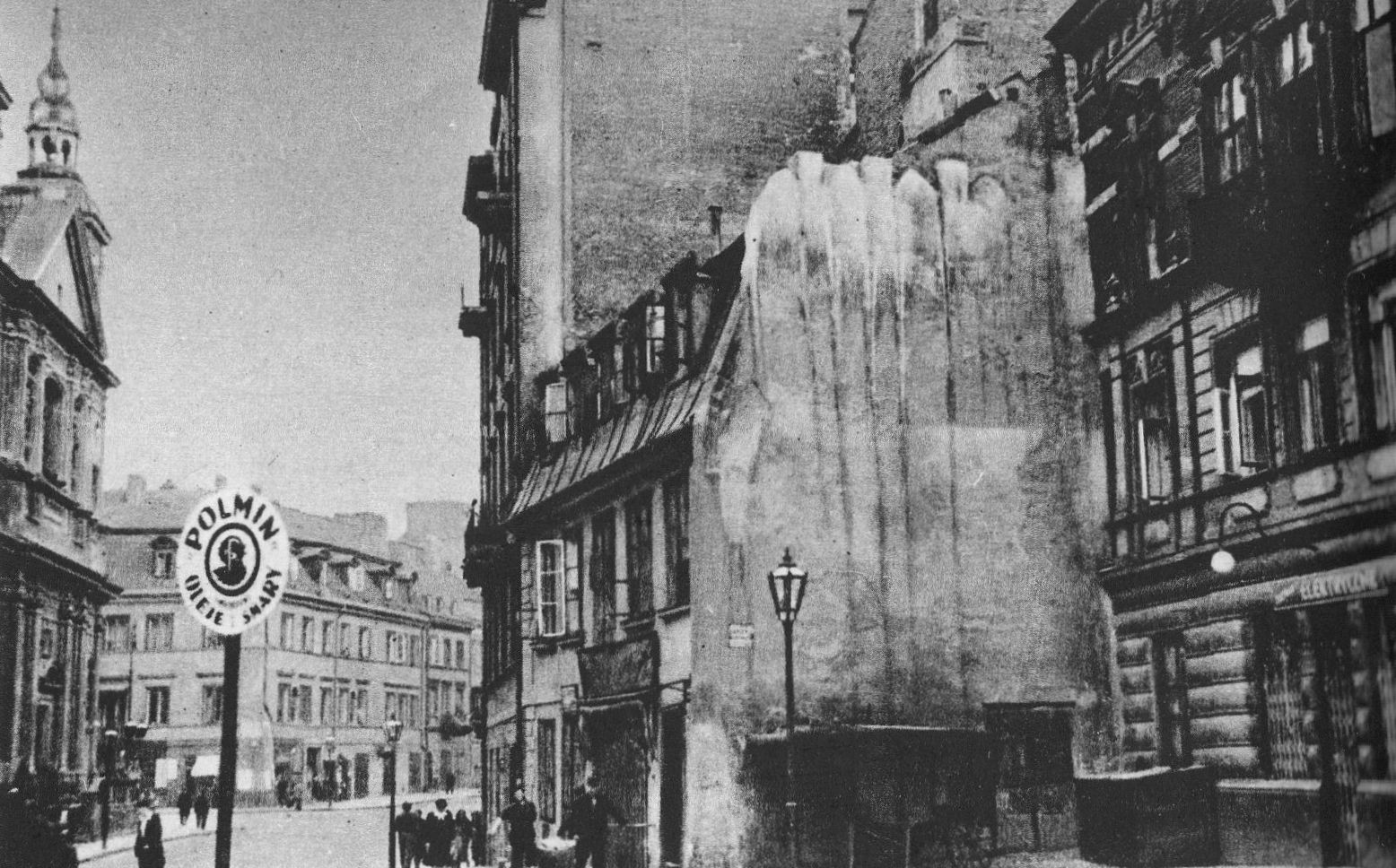
Ulica Nowomiejska przed 1939. Widok w kierunku ul. Freta, po lewej widoczny kościół św. Ducha

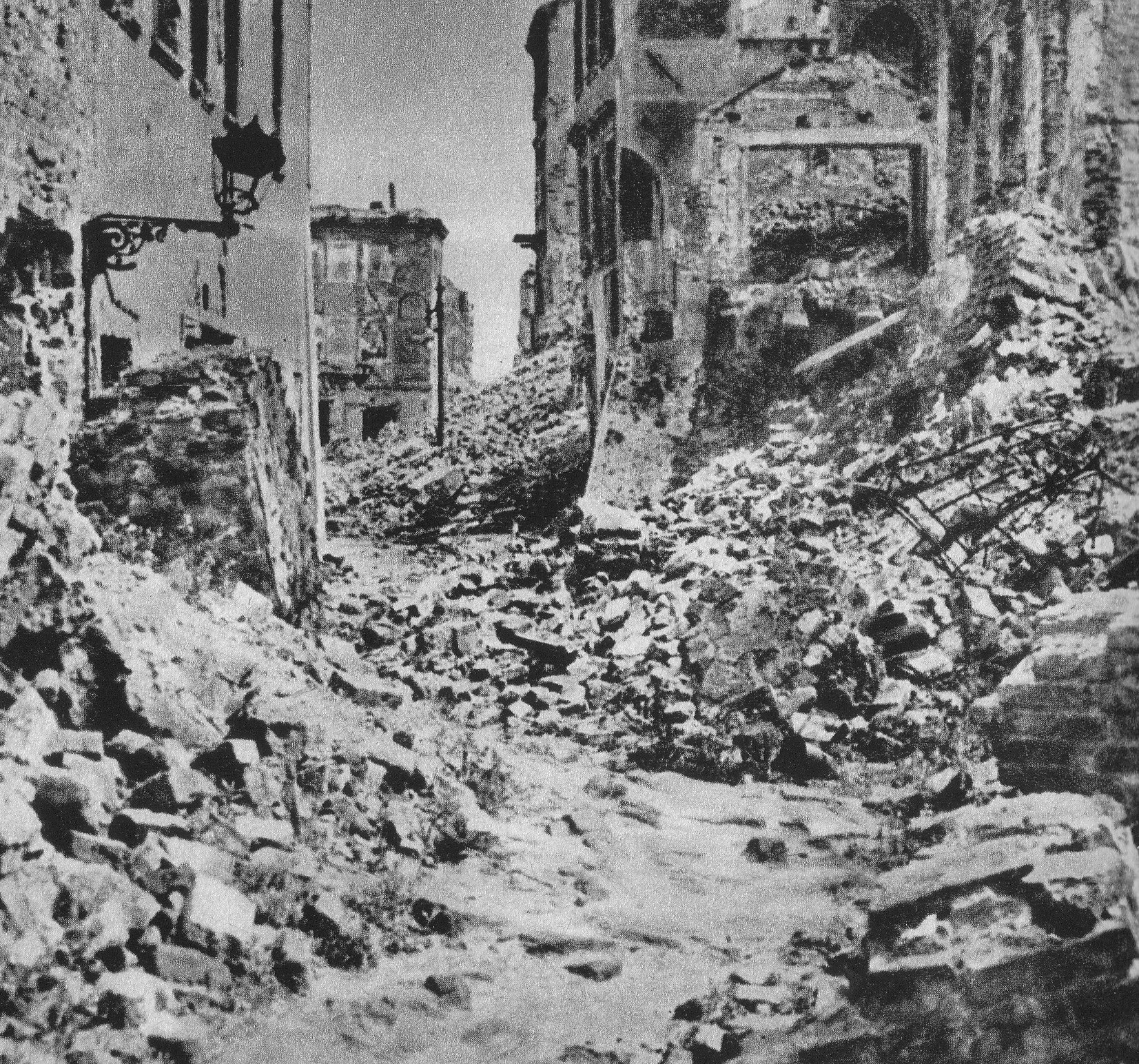
Ulica w 1945 roku

Ulica Nowomiejska – ulica na Starym Mieście w Warszawie.

## Historia
Ulica została wytyczona przy lokacji miasta w roku 1408 jako droga wiodąca ku traktowi zakroczymskiemu (współcześnie ul. Zakroczymska). Pierwotnie kończyła się na linii murów miejskich i zespołu Bramy Nowomiejskiej wraz z wieżą bramną i przedbramiem. Nazwa ulicy jest związana z Nowym Miastem, do którego prowadziła.
Pierwszy dom murowany pojawił się przy Nowomiejskiej dopiero w roku 1505; wcześniej zabudowa ulicy składała się wyłącznie z obiektów drewnianych, zastąpionych murowanymi około połowy XVI wieku. Były to późnogotyckie kamienice, przeważnie piętrowe, w drugiej połowie XVI wieku często nadbudowywane.
Przed Bramą Nowomiejską już w XIV wieku istniał plac targowy sięgający aż do ul. Freta. U zbiegu Nowomiejskiej z ul. Długą, będącą wtedy ważnym traktem do Sochaczewa, już w pierwszej połowie XIV wieku powstały drewniane budynki szpitala i kościoła św. Ducha, przekazane potem paulinom, którzy wybudowali na tym miejscu obecny kościół.
Naprzeciwko kościoła, u zbiegu z ul. Mostową, mieściła się miejska łaźnia utworzona w roku 1376. Pozostała, drewniana zabudowa spłonęła podczas wielkiego pożaru miasta w roku 1607, który nie oszczędził również budynków kościoła św. Ducha.
Na przełomie XVI/XVII wieku większość domów przebudowano; fasady otrzymywały cechy renesansu, manieryzmu i wczesnego baroku. 1 lipca 1656 podczas walk ze Szwedami w czasie szturmu wojsk polskich poważnie uszkodzony został odcinek w murów miejskich i Bramy Nowomiejskiej, odbudowanej potem w innym kształcie.
Pod koniec XVII wieku, kiedy wraz z rozwojem techniki wojskowej miejskie obwarowania straciły na znaczeniu, zaczęto zabudowywać międzymurze, używając murów jako ścian konstrukcyjnych powstających kamienic; w pierwszej połowie XVIII wieku we wnętrzu barbakanu powstała tzw. Piwnica Gdańska, mieszcząca skład towarów kupców z tego miasta. Dawne budynki gospodarcze stojące w linii zabudowy ul. Szeroki Dunaj w XVIII wieku stopniowo przekształcano na obiekty mieszkalne, zaś mieszkańcami ulicy zazwyczaj byli zamożni patrycjusze.
W roku 1818 zburzono niezabudowany bok Barbakanu od strony ul. Podwale i obydwie Bramy Nowomiejskie, tworząc na ich miejscu targ.
Po roku 1830 zamożnych mieszkańców zastąpiła biedota, głównie żydowska. Z nowych obiektów powstał jedynie dom handlowy wzniesiony w roku 1897 u zbiegu z ul. Podwale.
W roku 1937 ów dom handlowy został wyburzony celem odsłonięcia międzymurza oraz mostu barbakanu i fosy. Odsłonięte mury zostały zakonserwowane i częściowo zrekonstruowane pod kierunkiem Jana Zachwatowicza; renowacja objęła odcinek wzdłuż ul. Podwale do wysokości ul. Szeroki Dunaj oraz Bramę Poboczną.
Wrzesień roku 1939 nie przyniósł przy ulicy większych zniszczeń; cała zabudowa została unicestwiona podczas powstania warszawskiego. Ocalała jedynie kamienica nr 10 i wypalony, pozbawiony sklepień kościół św. Ducha. Inne domy, których pozostałości rozebrano po wojnie, zostały dość wiernie odbudowane w latach 1953–1954 według projektów Stanisława Żaryna. W miejscu zniszczonej Piwnicy Gdańskiej (nr 18/20) zrekonstruowano Barbakan.

## Ważniejsze obiekty
- Kościół św. Ducha
- Barbakan
- Mury obronne